# Église Saint-François-d'Assise de Louvain-la-Neuve
Pour les articles homonymes, voir Église Saint-François-d'Assise.
L'église Saint-François d'Assise est une église de style brutaliste située à Louvain-la-Neuve, section de la ville belge d'Ottignies-Louvain-la-Neuve, dans la province du Brabant wallon.
Le 21 mai 1985, le pape Jean-Paul II y a rencontré les responsables de la paroisse et béni la nouvelle statue de la Sedes Sapientiae avant de rencontrer des représentants de l'ensemble de la communauté universitaire au Collège Érasme et de prononcer un discours sur la Grand-Place de Louvain-la-Neuve, lors de la dernière journée de sa première visite en Belgique.

## Historique

### Construction
L'église Saint-François d'Assise a été construite de 1974 à 1984 par l'architecte Jean Cosse, membre de l'Académie royale des sciences, des lettres et des beaux-arts de Belgique depuis 1976 et professeur d'architecture à l'Institut Supérieur d'Architecture Saint-Luc de Bruxelles et à la faculté polytechnique de Mons,,,,,.
Dans une interview donnée en 1994 au journal Le Soir, Jean Cosse évoque le fait que « les autorités lui avaient fait comprendre qu'il ne fallait pas de clocher. C'était en 1974, un résidu de mai 68. Moi, je voulais faire un clocher. On m'a répondu d'accord mais alors vous le mettez à côté et vous le séparez bien de l'église. Les travaux durèrent dix ans. Et en 1984 les mentalités avaient déjà changé. La preuve, c'est qu'on a installé quatre cloches dans le clocher. ».
Concepteur de l'église Saint-Paul de Waterloo, Jean Cosse dessina également le monastère Saint-André de Clerlande à Ottignies, et transforma l'église de Blocry à Louvain-la-Neuve.

### Visite du pape en 1985

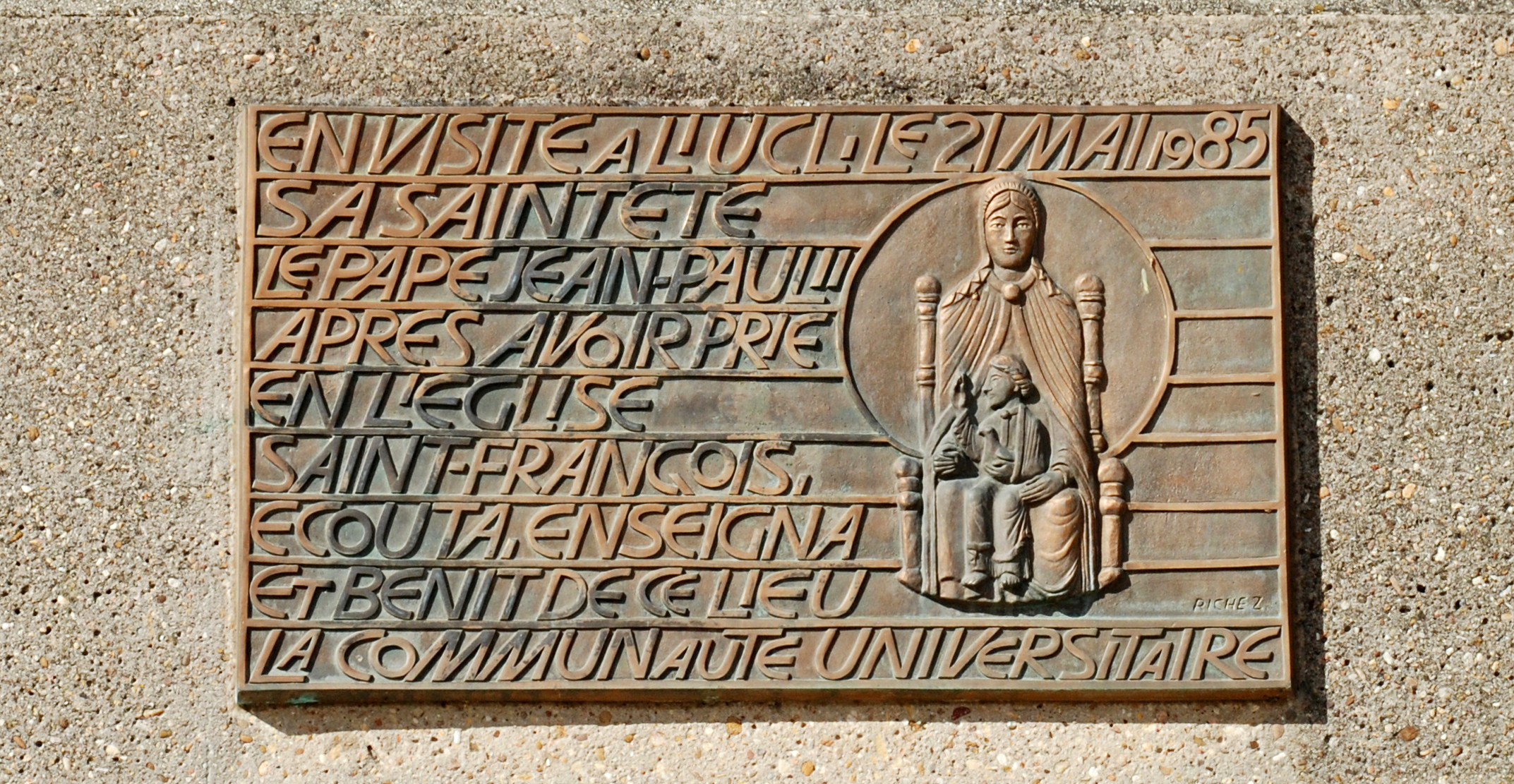
Plaque apposée sur la façade du collège Albert Descamps pour commémorer la visite du pape.

Durant les 26 années de son pontificat, le pape Jean-Paul II s'est rendu à deux reprises en Belgique,. 
La première visite se déroule du 16 au 21 mai 1985 et mène le souverain pontife à Bruxelles le 16 mai, à Anvers, Ypres et Gand le 17 mai, à Malines, Beauraing et Namur le 18 mai, à Bruxelles, Namur, Laeken et Liège le 19 mai, à Louvain le 20 mai et enfin à Louvain-la-Neuve et à Banneux le 21 mai,.
Arrivé en hélicoptère sur le pont où le boulevard de Lauzelle enjambe la « Nationale 238 » (appelé depuis le « pont du pape »), Jean-Paul II se rend d'abord à l'église Saint-François (inaugurée peu de temps auparavant, en 1984) où il se recueille, s'entretient avec les responsables de la paroisse et bénit la nouvelle statue de la Sedes Sapientiae, emblème de l'Université. 
Il se rend ensuite dans le patio du Collège Érasme  (donc de la Faculté de philosophie et lettres), où l'attendent des représentants de l'ensemble de la communauté universitaire, avant de rejoindre la Grand-Place où il est accueilli par le recteur de l'UCL Mgr Édouard Massaux et prononce un discours en présence de 30 000 personnes.
Le pape rejoint ensuite son hélicoptère et redécolle de cet endroit appelé « pont du Pape » par décision du Conseil communal de la Ville d'Ottignies-Louvain-la-Neuve en date du 3 septembre 1985.
En souvenir de cette visite apostolique, deux plaques commémoratives furent installées, l'une au « Pont du Pape », précisément, et l'autre à la « Grand-Place », sur la façade de la Faculté de théologie (Collège Albert Descamps).

## Statut patrimonial
L'église fait l'objet d'une « inscription » comme monument et figure à l'Inventaire du patrimoine immobilier culturel de la Wallonie sous la référence 25121-INV-0074-01.

## Architecture

### Le porche
L'accès à l'église se fait par un porche soutenu par trois colonnes et par un pan de mur adossé au clocher.
Ce porche est du plus pur style brutaliste puisque la surface de ses colonnes, de son linteau et de ses poutres en béton présente l'aspect typique du béton « brut de décoffrage »,,, dû à une texture héritée du bois de coffrage.
Le linteau du porche est orné de six losanges arborant une croix, entourant un losange plus grand orné d'un chrisme.

Le porche
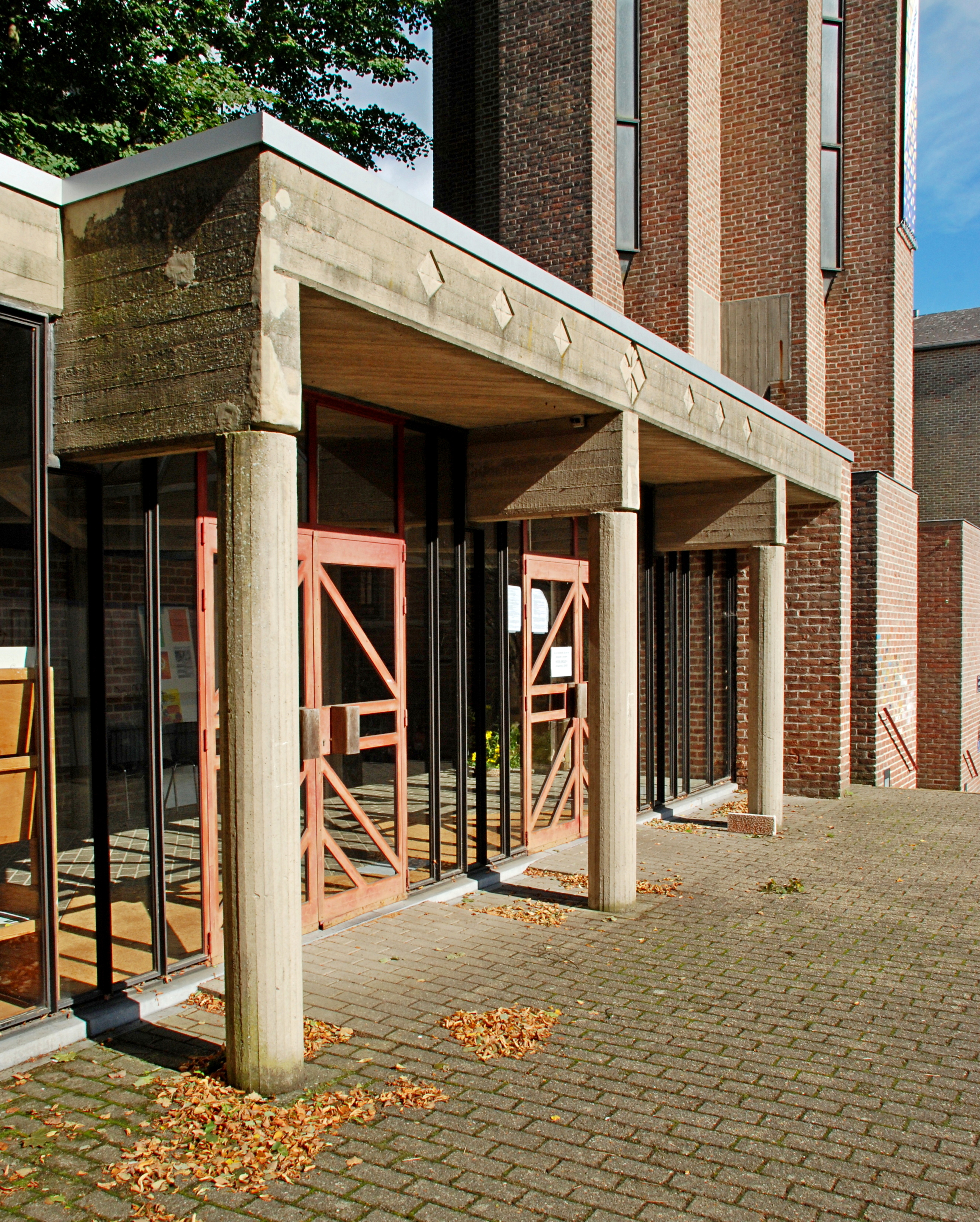
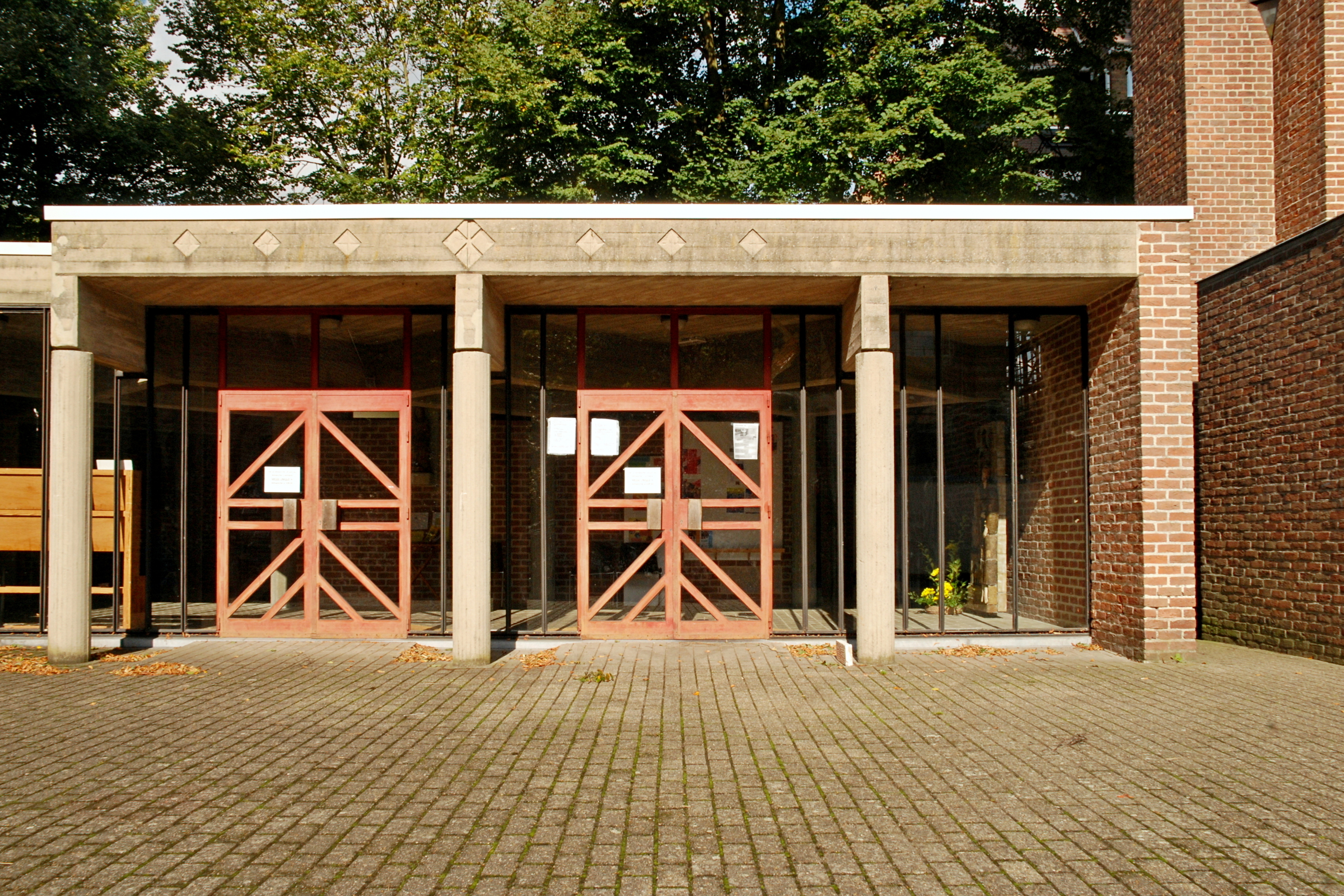
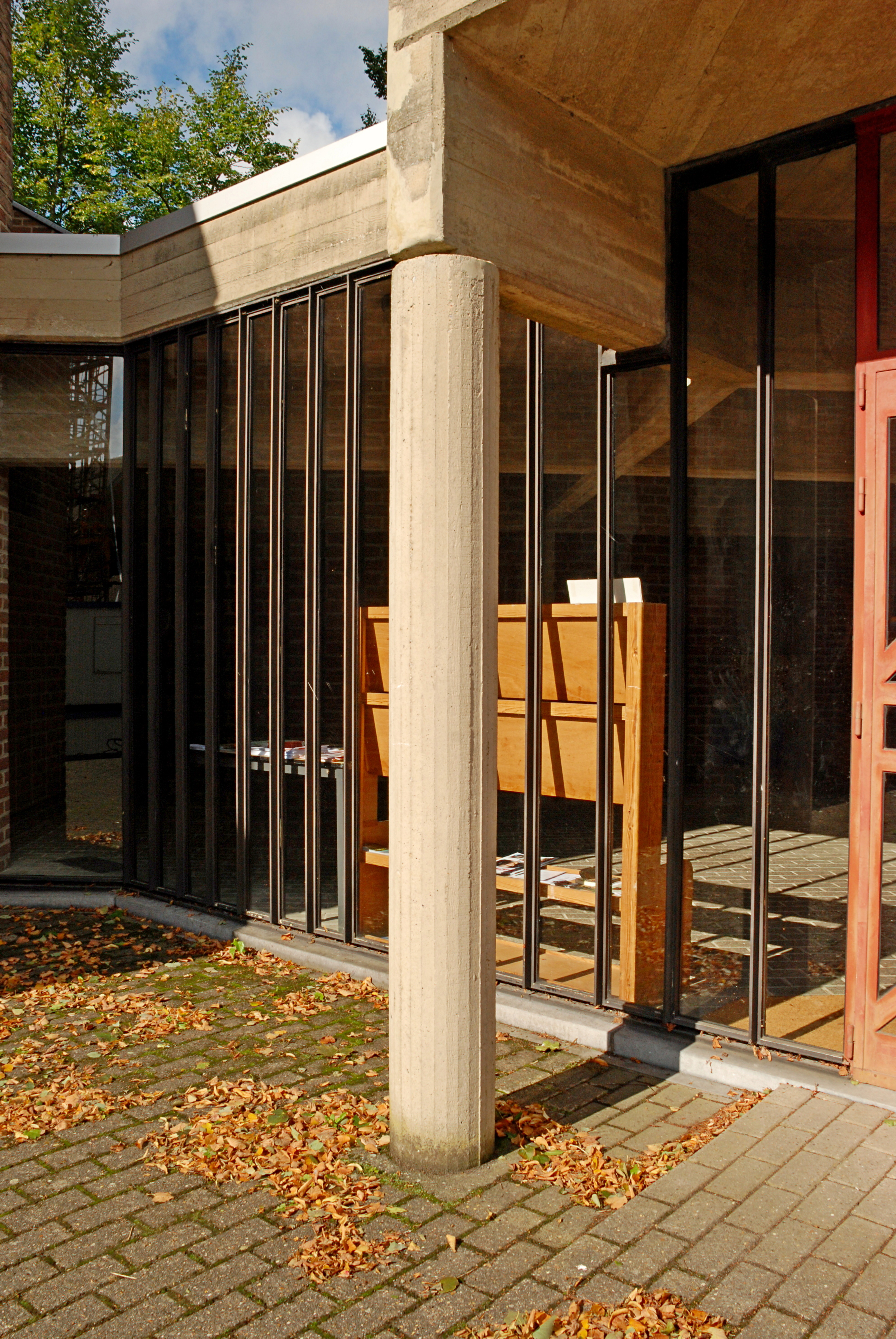

### Le clocher
À droite du porche se dresse le clocher fait de briques rouges et de béton brut. Ce dernier est moins visible ici que sur le porche mais on le retrouve  au-dessus des baies du niveau inférieur où il joue un rôle similaire aux arcs de décharge.
Vu de dessus, le clocher présente un plan en forme de croix. Les parties basses de la tour présentent des angles coupés percés de fines et hautes fenêtres tandis que le dernier niveau, qui abrite la cloche, est ouvert sur ses quatre faces.
La ressemblance de la tour avec Isengard du Seigneur des anneaux a plusieurs fois été pointée sur les réseaux sociaux comme 9gag.

Le clocher
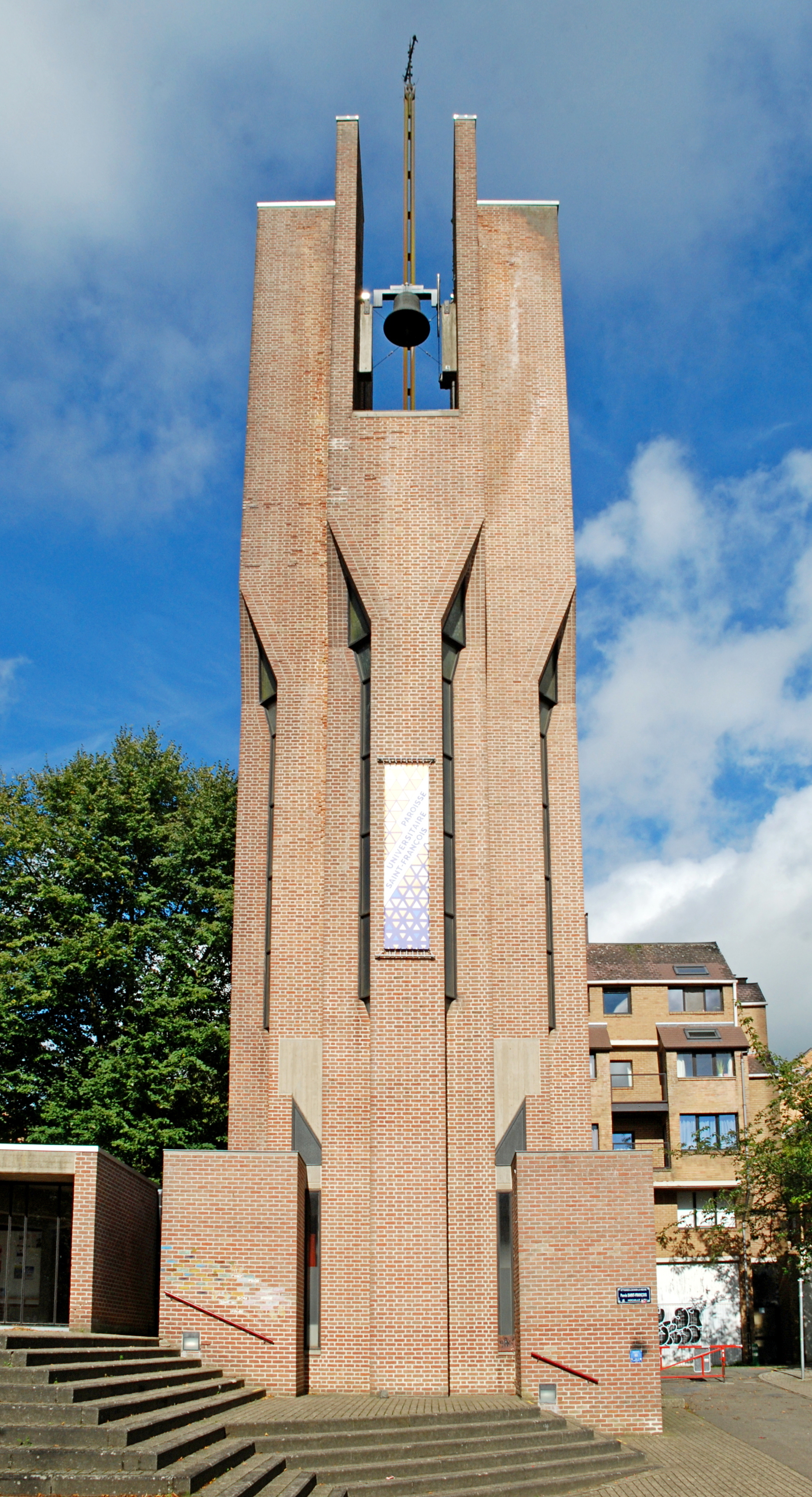
Le clocher vu de face.
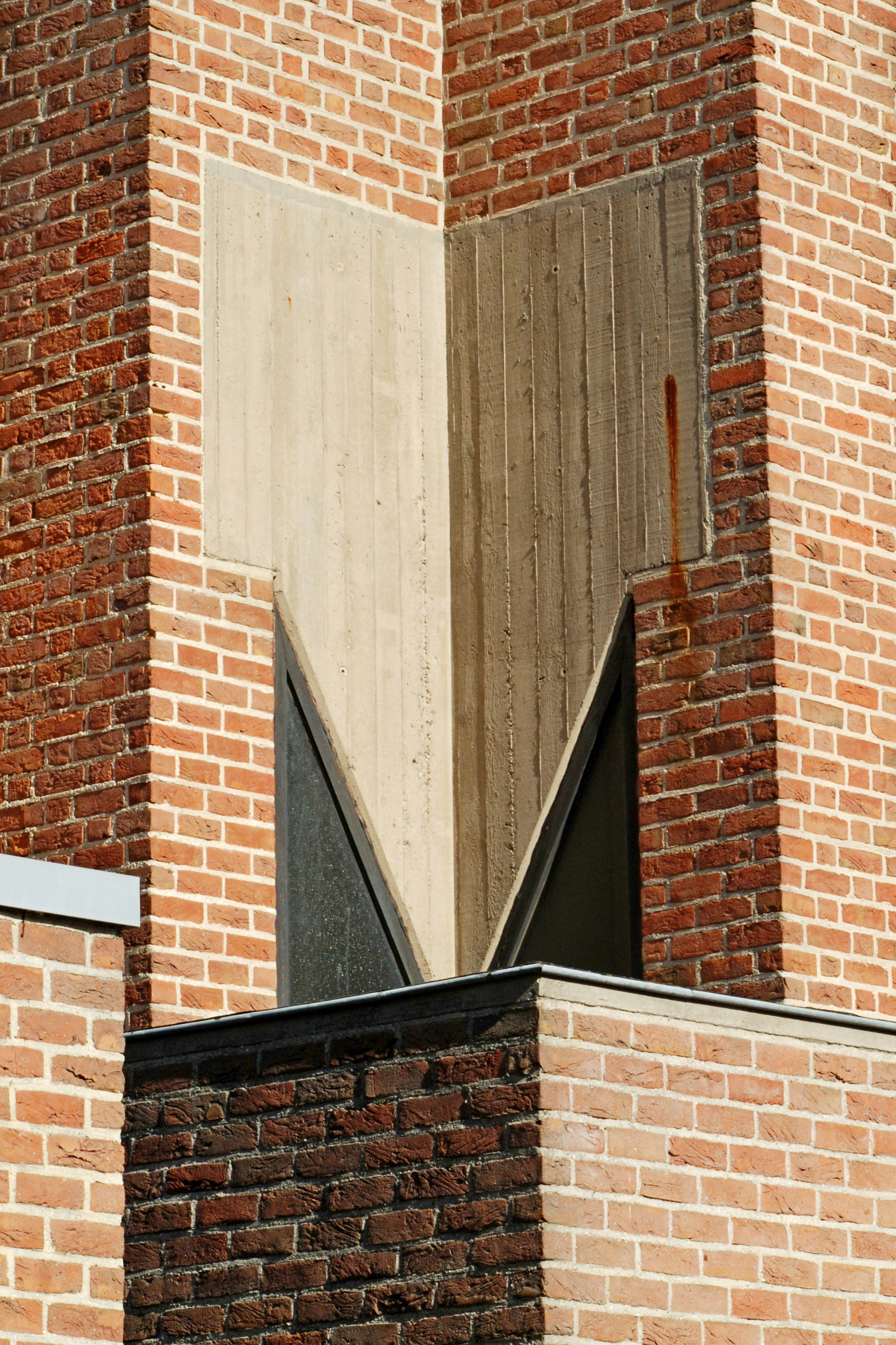
Élément en béton brut.

### Le sanctuaire
Le sanctuaire a la forme d'un rectangle surmonté de trois toitures d'ardoise en appentis. 
Il est prolongé par une longue aile abritant un presbytère, un foyer, un logement communautaire et des salles de réunions.

## Art public dans les environs de l'église

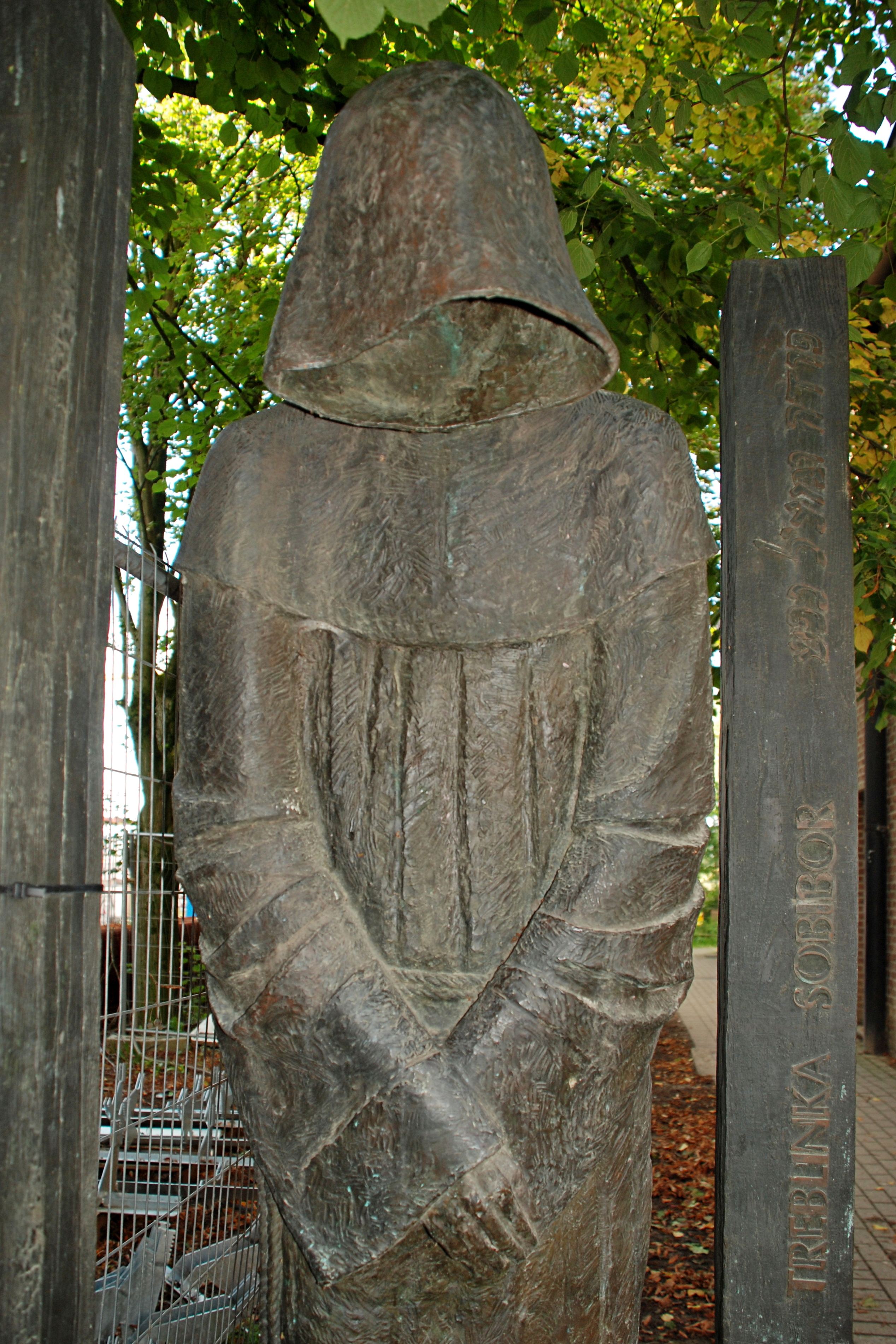
Hommage au père Kolbe (Jean-Paul Emonds-Alt, 2005).

Sur le parvis, face à l'église Saint-François d'Assise se dresse une statue intitulée Hommage au père Kolbe. Cet hommage prend la forme d'une sculpture en bronze haute de 2,1 m, dressée sur un socle de pierre et entourée de deux colonnes en acier.
Ce monument rend hommage au moine franciscain polonais Maximilien Kolbe mort à Auschwitz en 1941 après avoir volontairement pris la place d'un père de famille condamné à mort.
L'œuvre a été réalisée en 2005 par le sculpteur Jean-Paul Emonds-Alt à la demande expresse du donateur Julien Lambert. Lors de l'inauguration de l'œuvre, l'artiste explique : « Évoquer le sacrifice du père Kolbe nous rappelle à ces souffrances indicibles subies par d'innombrables hommes et femmes, victimes de la folie humaine. Mon père et mon frère, tués en juin 1944 dans un camp voisin, ont compté parmi celles-ci ».